# Pestřenka smrtihlavka
Pestřenka smrtihlavka (Myathropa florea), někdy označovaná jako „Batmanova pestřenka“, je běžný druh pestřenky vyskytující se především v Evropě a severní Africe.
Dospělci mají charakteristické černo-žluté zbarvení a na hrudi je vidět vzor připomínající lebku, což této pestřence propůjčuje její české i německé jméno. Křídla jsou lehce zabarvena do hněda a délka křídel se pohybuje mezi 7–12 mm. Larvy se vyvíjejí ve vlhkém organickém prostředí.

## Popis
Pestřenka smrtihlavka je velikostí srovnatelná s běžnou pestřenkou (Eristalis tenax), ale její zbarvení je obvykle více žluté. Hruď má dvě světlé pásky přerušené černým skvrnitým vzorem připomínajícím lebku. Tato kresba dala pestřence její české i německé jméno. Tělo je černé se žlutým vzorem na zadečku, zatímco nohy jsou kombinací černé a žluté barvy.

## Výskyt
Pestřenka smrtihlavka se vyskytuje na území celé Evropy, Sibiře, střední Asie a severní Afriky. Od roku 2005 byla zaznamenána také na západním pobřeží Severní Ameriky, konkrétně v Kalifornii.

## Biologie
Dospělci navštěvují různé druhy květů, včetně miříkovitých, růžovitých a dalších, a hrají důležitou roli v opylování. Larvy se živí bakteriemi v rozkládajícím se organickém materiálu, často v tlejících jamkách na stromech. Létají od května do října, přičemž larvy jsou často nalezeny ve vlhkých organických zbytcích, jako jsou shnilé pařezy.